# شهرستان لونگشوان (یون‌نان)
شهرستان لونگشوان (به انگلیسی: Longchuan County) یک شهرستان در چین است که در ولایت خودمختار دهونگ دای و جینگپو واقع شده‌است. شهرستان لونگشوان ۱٬۹۳۱ کیلومتر مربع مساحت و ۱۷۰٬۰۰۰ نفر جمعیت دارد.